# Vandet Sø
Vandet Sø är en sjö på ön Vendsyssel-Thy i Danmark.   Den ligger i Region Nordjylland, i den nordvästra delen av landet. Vandet Sø ligger 12 meter över havet.} Arean är 4,4 kvadratkilometer och den sträcker sig 2,7 kilometer i nord-sydlig riktning, och 2,6 kilometer i öst-västlig riktning.
Vandet Sø ingår i Natura 2000 området  Hanstholm-reservatet, Hanstholm Knuden, Nors Sø og Vandet Sø. Runt sjön är det huvudsakligen jordbruksmark. Skogen Vilsbøl Plantage ligger i närheten.